# Вехуциці
Вехуциці (пол. Wiechucice) — село в Польщі, у гміні Серадз Серадзького повіту Лодзинського воєводства.
Населення — 390 осіб (2011).
У 1975-1998 роках село належало до Серадзького воєводства.

## Демографія
Демографічна структура станом на 31 березня 2011 року:
|          | Загалом | Допрацездатний вік | Працездатний вік | Постпрацездатний вік |
| -------- | ------- | ------------------ | ---------------- | -------------------- |
| Чоловіки | 195     | 44                 | 131              | 20                   |
| Жінки    | 195     | 52                 | 101              | 42                   |
| Разом    | 390     | 96                 | 232              | 62                   |